# Клод Ріш
Клод Робер Ріш (фр. Claude Robert Rich; 8 лютого 1929, Страсбург, Франція — 20 липня 2017, Оржеваль, Франція) — французький актор театру та кіно, сценарист. Лауреат кінопремії «Сезар» 1993 року за найкращу чоловічу роль у фільмі «Вечеря» та Почесного «Сезара» 2002 року .

## Біографія
Клод Ріш народився 18 лютого 1929 року у Страсбурзі, Франція. Усупереч бажанню батьків, які хотіли, щоб син став страховим агентом, Клод записався на акторські курси Шарля Дюллена, після закінчення яких він з легкістю вступив до Консерваторії драматичного мистецтва. Кінодебют Клода Ріша відбувся у фільмі Рене Клера 1955 року «Великі маневри». До початку 1960-х років Ріш з'являвся на екрані в ролях другого плану, поки Жан Ренуар не довірив йому велику роль у фільмі «Пришпилений капрал», де партнерами Ріша на знімальному майданчику стали такі молоді актори, як Жан-П'єр Кассель і Клод Брассер.
У 1963 році Жорж Лотнер запросив Клода Ріша на головну роль у стрічці «Дядечки-гангстери». Після цього були роботи «Сьогодні увечері або ніколи» (1961) Мішеля Девіля, «Диявол і десять заповідей» (1962) Жульєна Дювів'є, «Соратники Маргаритки» (1967) Жана-П'єра Мокі.
Водночас Клод Ріш продовжував грати й в театральних постановках, у тому числі й за власними п'єсами.
У 1980-і роки Ріш почав вибірково ставитися до пропозицій і у 1992 році отримав премію «Сезар» за роль у фільмі «Вечеря» Едуара Молінаро. Надалі ролі другого плану стали основними в його кінобіографії. Він з'являвся у фільмах «Донька д'Артаньяна» (1994, номінація на «Сезара» за найкращу чоловічу роль другого плану), «Різдвяний пиріг» (1999), у стрічці «Астерікс і Обелікс: Місія Клеопатра» (2001) та в багатьох інших.
У 1996 році Клод Ріш входив до складу журі 46-го Берлінського кінофестивалю.

## Особисте життя
З 1959 року Клод Ріш одружений з акторкою Катрін Ренодан і має від неї двох дочок: Дельфін Ріш (яка теж стала акторкою) та Наталі.
Клод Ріш помер 20 липня 2017 після тривалої хвороби у своєму будинку в Оржевалі у віці 88 років.

## Фільмографія (вибіркова)
| Рік  |    | Українська назва                          | Оригінальна назва                              | Роль                                    |
| ---- | -- | ----------------------------------------- | ---------------------------------------------- | --------------------------------------- |
| 1955 | ф  | Великі маневри                            | Les grandes manoeuvres                         | наречений Аліси                         |
| 1956 | ф  | Це трапилося в Адені                      | C'est arrivé à Aden                            | Пріс                                    |
| 1957 | ф  | Емансіпе                                  | La garçonne                                    | Дельмарр                                |
| 1958 | ф  | Не спійманий — не злодій                  | Ni vu, ni connu                                | Амедей Флешар                           |
| 1960 | ф  | Француженка і любов                       | La française et l'amour                        | наречений                               |
| 1960 | ф  | Ловелас                                   | L'homme à femmes                               | інспектор Вейо                          |
| 1961 | ф  | Сьогодні увечері або ніколи               | Ce soir ou jamais                              | Лоран                                   |
| 1961 | ф  | Усе золото світу                          | Tout l'or du monde                             | Фред                                    |
| 1962 | ф  | Спекотна кімната                          | La chambre ardente                             | Стефан Деспре                           |
| 1962 | ф  | Сім смертних гріхів                       | Les sept péchés capitaux                       | Арман                                   |
| 1962 | ф  | Рано вранці                               | Les petits matins                              | 30-річний чоловік                       |
| 1962 | ф  | Пришпилений капрал                        | Le caporal épinglé                             | Баллоше                                 |
| 1962 | ф  | Диявол і десять заповідей                 | Le diable et les 10 commandements              | Диявол / Девіль                         |
| 1962 | ф  | Палац Копакабана                          | Copacabana Palace                              | Бубі фон Рошер                          |
| 1963 | ф  | Дядечки-гангстери                         | Les tontons flingueurs                         | Антуан Делафой                          |
| 1964 | ф  | Констанс у пеклі                          | Constance aux enfers                           | студент                                 |
| 1964 | ф  | Як вам моя сестра?                        | Comment trouvez-vous ma soeur?                 | Франсуа Лорен                           |
| 1964 | ф  | Бенкет хижаків                            | Le repas des fauves                            | Клод Сальмон                            |
| 1964 | ф  | Полювання на чоловіка                     | La chasse à l'homme                            | Жульєн                                  |
| 1964 | ф  | Мата Харі, агент H21                      | Mata Hari, agent H21                           | Жульєн                                  |
| 1965 | ф  | Приятелі                                  | Les copains                                    | Гушон                                   |
| 1965 | ф  | Мільярд у більярд                         | Un milliard dans un billard                    | Бернар Нобле                            |
| 1965 | ф  | Золото герцога                            | L'or du duc                                    | Людовік де Талуа-Міне                   |
| 1965 | ф  | Мона, безіменна зірка                     | Mona, l'étoile sans nom                        | Марін Мірою                             |
| 1966 | ф  | Чи горить Париж?                          | Paris brûle-t-il?                              | генерал Леклерк                         |
| 1966 | ф  | Пригоди у заміському будинку              | Monsieur le président-directeur général        | Стефан Бревен                           |
| 1967 | ф  | Соратники Маргаритки                      | Les compagnons de la marguerite                | Жан-Луї Матузек                         |
| 1967 | ф  | Оскар                                     | Oscar                                          | Крістіан Мартен                         |
| 1968 | ф  | Наречена була в траурі                    | La mariée était en noir                        | Блісс                                   |
| 1968 | ф  | Кохаю тебе, кохаю                         | Je t'aime, je t'aime                           | Клод Ріддер                             |
| 1969 | ф  | Золота вдова                              | Une veuve en or                                | Антуан Берже                            |
| 1970 | ф  | З якою любов'ю, з якою любов'ю            | Con quale amore, con quanto amore              | Андре                                   |
| 1970 | ф  | Ніні Тірабушо: жінка, яка вигадала рух    | Ninì Tirabusciò: la donna che inventò la mossa | Паоло ді Сержено                        |
| 1970 | ф  | Клієнт у мертвому сезоні                  | Ore'ach B'Onah Metah                           | костюмер                                |
| 1974 | ф  | Дружина Жана                              | La femme de Jean                               | Жан                                     |
| 1974 | ф  | Панівна раса                              | La race des 'seigneurs'                        | Домінік                                 |
| 1974 | ф  | Іронія долі                               | L'ironie du sort                               | Морен                                   |
| 1974 | ф  | Ставіски                                  | Stavisky…                                      | інспектор Бонні                         |
| 1975 | ф  | Наречена з посагом                        | Le futur aux trousses                          | Борель, футуролог                       |
| 1975 | ф  | Прощавай, поліцейський                    | Adieu, poulet                                  | суддя Дельмесс                          |
| 1975 | тф | Мосьє Жаді                                | Monsieur Jadis                                 | мосьє Б, на прізвисько «Жаді»           |
| 1977 | ф  | Краб-барабанщик                           | Le Crabe-Tambour                               | доктор П'єр                             |
| 1979 | ф  | Війна поліцій                             | La guerre des polices                          | комісар Белестрат                       |
| 1979 | с  | Східний експрес                           | Orient-Express                                 | Візнер                                  |
| 1981 | ф  | Реванш                                    | La revanche                                    | Жак Бофорт                              |
| 1982 | ф  | Червоний ранок                            | Un matin rouge                                 | Леонар                                  |
| 1982 | тф | Неправильні замітки                       | Fausses notes                                  | Ерік Торо                               |
| 1982 | тф | Плюшевий ведмідь                          | L'ours en peluche                              | професор Жан Шабо                       |
| 1982 | тф | Візьміть мене в театр: Зимове пальто      | Emmenez-moi au théâtre: Un habit pour l'hiver  | Симон                                   |
| 1983 | тф | У цитаделі                                | Dans la citadelle                              | доктор Барру                            |
| 1983 | ф  | Марія Шапделен                            | Maria Chapdelaine                              | кюре Кордельє                           |
| 1983 | ф  | Слова, щоб сказати                        | Les mots pour le dire                          | Гійом Тальба                            |
| 1985 | ф  | Сходи С                                   | Escalier C                                     | батько Форстера                         |
| 1985 | тф | Біла загадка                              | L'énigme blanche                               | Максенс                                 |
| 1989 | ф  | Лелеки — не такі, як про них думають      | Les cigognes n'en font qu'à leur tête          | Сем                                     |
| 1989 | с  | Спрут 4                                   | La piovra 4                                    | Філіппо Расі                            |
| 1990 | ф  | Знижений у ціні диван                     | Promotion canapé                               | Іван                                    |
| 1990 | тф | Стім і Стерн                              | Stirn et Stern                                 | Фердинанд Стерн                         |
| 1992 | ф  | Акомпаніаторка                            | L'accompagnatrice                              | міністр                                 |
| 1992 | ф  | Вечеря                                    | Le souper                                      | Талейран                                |
| 1994 | тф | Смерть миротворця                         | Mort d'un gardien de la paix                   | Віктор                                  |
| 1994 | ф  | Донька д'Артаньяна                        | La fille de d'Artagnan                         | герцог Крассак                          |
| 1994 | ф  | Полковник Шабер                           | Le colonel Chabert                             | Шамблен                                 |
| 1994 | тф | Ботанічний сад                            | Le jardin des plantes                          | Фернан Борнар                           |
| 1994 | с  | Марш Радецького                           | Radetzkymarsch                                 | доктор Деман                            |
| 1995 | ф  | Скажи мені «Так»                          | Dis-moi oui...                                 | професор Вільє                          |
| 1995 | тф | Обпалююче літо                            | Été brulant                                    | Іван Петров                             |
| 1995 | тф | День батьків                              | La fête des pères                              | Луї Ґалісьє                             |
| 1996 | ф  | Дезіре                                    | Désiré                                         | Монтіньяк                               |
| 1996 | ф  | Прекрасне літо 1914 року                  | Le bel été 1914                                | граф де Сентвіль                        |
| 1996 | ф  | Капітан Конан                             | Capitaine Conan                                | генерал Пітар де Лазьє                  |
| 1996 | тф | Мій батько був правий                     | Mon père avait raison                          | Адольф та Шарль                         |
| 1997 | тф | Фальшивомонетники і вбивці                | Faussaires et assassins                        | Робер Фуке                              |
| 1997 | тф | Червоне і чорне                           | Маркус де ла Моль                              |                                         |
| 1998 | ф  | Лотрек                                    | Lautrec                                        | Альфонс де Тулуз-Лотрек                 |
| 1998 | тф | Кларисса                                  | Clarissa                                       | професор Зільберштейн                   |
| 1999 | ф  | Дупа                                      | Le derrière                                    | П'єр Арро                               |
| 1999 | тф | Бальзак                                   | Balzac                                         | пан Пліссуд                             |
| 1999 | ф  | Різдвяний пиріг                           | La bûche                                       | Станіслас                               |
| 2000 | ф  | Актори                                    | Les acteurs                                    | грає самого себе                        |
| 2001 | тф | Тереза і Леон                             | Thérèse et Léon                                | Леон Блюм                               |
| 2001 | ф  | Нечесна конкуренція                       | Concorrenza sleale                             | граф Трауберг                           |
| 2001 | ф  | Астерікс і Обелікс: Місія Клеопатра       | Astérix & Obélix: Mission Cléopâtre            | Панорамікс / Ґетафікс                   |
| 2002 | тф | Папа Джованні — Іоанн XXIII               | Papa Giovanni — Ioannes XXIII                  | кардинал Оттавіані                      |
| 2002 | ф  | Коханці Могадор                           | Les amants de Mogador                          |                                         |
| 2003 | ф  | Таємниця жовтої кімнати                   | Le mystère de la chambre jaune                 | суддя Ле Марк                           |
| 2003 | ф  | Ціна життя                                | Le coût de la vie                              | Моріс                                   |
| 2003 | ф  | Нічого, такий порядок                     | Rien, voilà l'ordre                            | доктор Нюйтель                          |
| 2003 | ф  | Король вищий за хмари                     | Là-haut, un roi au-dessus des nuages           | шеф-редактор                            |
| 2003 | ф  | Захований портрет                         | Portrait caché                                 | Люсьєн Мейєр                            |
| 2004 | ф  | Шия жирафа                                | Le cou de la girafe                            | Поль                                    |
| 2005 | с  | Прокляті королі                           | Les rois maudits                               | кардинал Дуз                            |
| 2005 | ф  | Парфуми дами в чорному                    | Le parfum de la dame en noir                   | суддя де Марк                           |
| 2005 | тф | Галілей, або любов до Бога                | Galilée ou L'amour de Dieu                     | Галілей                                 |
| 2006 | ф  | Президент                                 | Président                                      | Фредерік Сен-Ґійом                      |
| 2007 | тф | Вольтер і справа Калас                    | Voltaire et l'affaire Calas                    | Франсуа Марі Аруе, відомий як «Вольтер» |
| 2008 | ф  | Допоможи собі сам, тоді Бог тобі допоможе | Aide-toi, le ciel t'aidera                     | Робер                                   |
| 2008 | ф  | Злочини — це наш бізнес                   | Le crime est notre affaire                     | Родерік Шарпентьє                       |
| 2009 | тф | Мертва королева                           | La reine morte                                 |                                         |
| 2009 | ф  | Одного разу у Версалі                     | Bancs publics (Versailles rive droite)         | перший гравець в нарди                  |
| 2011 | тф | Прощальний букет                          | Bouquet final                                  | Жуль                                    |
| 2011 | ф  | Спільне життя                             | Et si on vivait tous ensemble?                 | Клод Бланшар                            |
| 2012 | ф  | 10 золотих днів                           | 10 jours en or                                 | П'єр                                    |
| 2012 | ф  | У пошуках Ортенза                         | Cherchez Hortense                              | Себастьєн Гауер                         |
| 2015 | ф  | Тиха зелена річка                         | Ladygrey                                       | Анрі                                    |

## Визнання
| Рік                                        | Категорія                     | Фільм                                     | Результат |
| ------------------------------------------ | ----------------------------- | ----------------------------------------- | --------- |
| Міжнародний кінофестиваль у Сан-Себастьяні |                               |                                           |           |
| 1968                                       | Найкращий актор               | Кохаю тебе, кохаю                         | Перемога  |
| Премія «Сезар»                             |                               |                                           |           |
| 1993                                       | Найкращий фільм               | Вечеря                                    | Перемога  |
| 1995                                       | Найкращий актор другого плану | Донька д'Артаньяна                        | Номінація |
| 2002                                       | Найкращий актор другого плану | Різдвяний пиріг                           | Номінація |
| 2000                                       | Почесний Сезар                | Почесний Сезар                            | Перемога  |
| 2009                                       | Найкращий актор другого плану | Допоможи собі сам, тоді Бог тобі допоможе | Номінація |
| 2013                                       | Найкращий актор другого плану | У пошуках Ортенза                         | Номінація |